# Etagnières
Etagnières är en ort och kommun i distriktet Gros-de-Vaudi kantonen Vaud, Schweiz. Kommunen har 1 173 invånare (2023).